# Mychajło Starycki

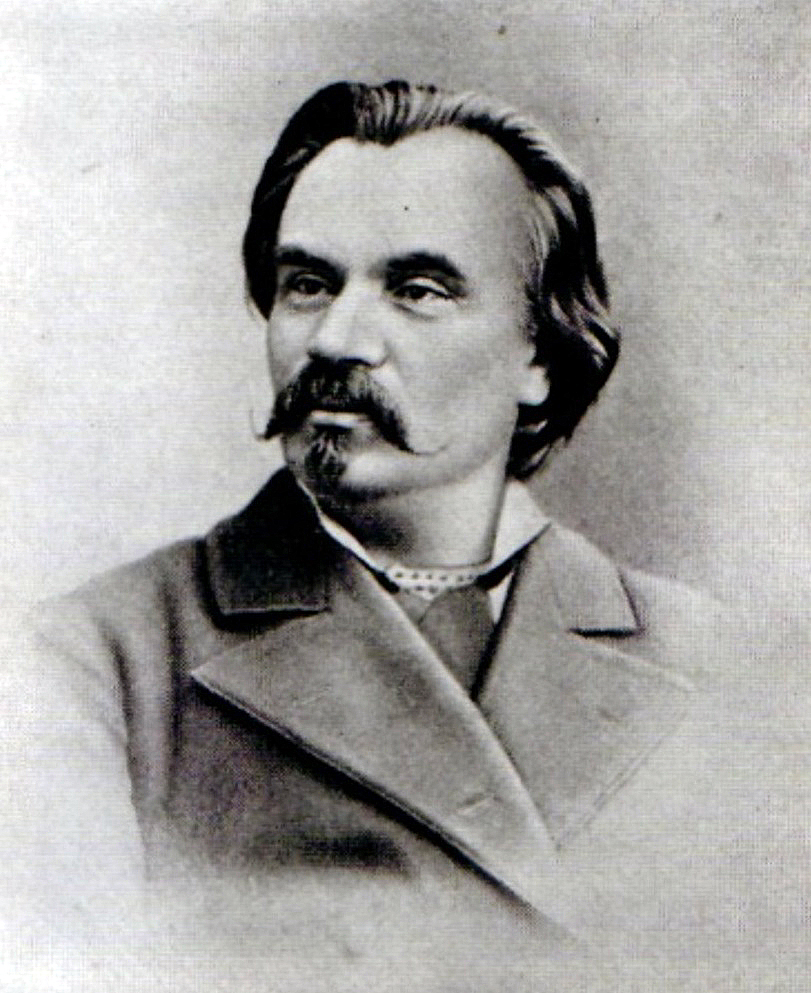
Mychajło Staryćki

Mychajło Starycki (ur. 14 grudnia 1840 w Kliszczyncach w guberni kijowskiej, zm. 27 kwietnia 1904 w Kijowie) – ukraiński pisarz, poeta i dramaturg. 
Syn Petra Staryckiego, emerytowanego rotmistrza i Anastasii Łysenko. Był kuzynem i szwagrem słynnego ukraińskiego kompozytora Mykoły Łysenki i teściem Iwana Steszenki.
Został osierocony we wczesnym okresie życia i wychowany przez ojca Łysenki. Tworzył libretta, piosenki, opowiadania, dramaty i wiersze. W późniejszym okresie życia pracował z Łysenką, zbierając ukraińskie pieśni ludowe i przekształcając je w sztuki i opery, pisząc libretta do muzyki Łysenki (w tym Tarasa Bulbę, adaptację powieści Gogola). Autor dramatów historycznych: Bohdan Chmielnicki (1897), Marusia Bohusławka  (1899). Tworzył również powieści: Oblężenie Buszy (1891), Przed burzą (1894). Został pochowany na cmentarzu Bajkowa w Kijowie.
Jego żoną była Sofija z d. Łysenko (młodsza siostra Mykoły Łysenki), ich córkami były: Ludmyła Starycka-Czerniachiwska (1868–1941) – ukraińska pisarka i działaczka społeczna, Oksana Steszenko (1875–1942) – pisarka i tłumaczka i Marija Starycka (1865–1930) – aktorka, reżyser i pedagog.